# Macrozelima scripta
Macrozelima scripta, vrsta kukca dvokrilca iz porodice osolikih muha. Otkrivena je u Burmi i opisana tek 1978. godine